# Rob Pallin
Rob Pallin (* 19. November 1966 in Chisholm, Minnesota) ist ein US-amerikanischer Eishockeytrainer, zuletzt trainierte er den ESV Kaufbeuren.

## Spielerkarriere
Als Jugendlicher spielte Pallin in Minnesota für die Austin Mavericks und gewann mit ihnen 1984 die Meisterschaft in der USHL.
Pallin spielte dann Eishockey an der University of Minnesota Duluth und an der Western Michigan University, bevor er beim deutschen Zweitligisten EC Bad Tölz im Jahr 1991 seinen ersten Profivertrag unterzeichnete. In der Saison 1993/94 spielte er für einen weiteren Verein in Deutschland, den Viertligisten EV Bad Wörishofen. 1997/98 stand er beim französischen Hockey Club de Cergy-Pontoise unter Vertrag.
Bis zum Ende seiner Laufbahn im Jahr 1999 spielte Pallin in Nordamerika in der Pacific Southwest Hockey League und West Coast Hockey League.

## Trainerkarriere
Pallin arbeitete in Las Vegas zunächst als Trainer im Jugendbereich bei den Las Vegas Mustangs, Las Vegas Outlaws und Las Vegas Rebels.
Zwischen 2006 und 2011 stand er als Cheftrainer der Eishockey-Mannschaft der University of Nevada, Las Vegas in der Verantwortung, gefolgt von einer zweijährigen Amtszeit (2011–2013) als Co-Trainer bei den Las Vegas Wranglers aus der ECHL.
Zur Saison 2013/14 wurde Pallin als Cheftrainer vom am Spielbetrieb der österreichischen EBEL teilnehmenden ungarischen Vereins SAPA Fehervar AV19 verpflichtet. Anfang Januar 2016 trennte man sich, einige Wochen später wurde Pallin von Fehervars Staffelkonkurrent HC TWK Innsbruck als Cheftrainer für die Saison 2016/17 unter Vertrag genommen. Er blieb bis April 2020 in Innsbruck, als er sich vom Verein verabschiedete, obwohl laut sportlicher Leitung eine mündliche Einigung für eine weitere Zusammenarbeit bestand. Pallin fühlte sich hingegen hingehalten. Er hatte Innsbruck in seiner Amtszeit zweimal zur Teilnahme an der Meisterrunde geführt.
Am 10. April 2020 wurde Pallin als neuer Cheftrainer des ESV Kaufbeuren aus der DEL2 vorgestellt. Im September 2021 bat er um Auflösung seines laufenden Vertrages, da er aus familiären Gründen in seine Heimat zurückkehren wolle.

## Persönliches
Pallin begann im Alter von drei Jahren auf zugefrorenen Teichen in seiner Heimatstadt Chisholm mit dem Schlittschuhlaufen. Er ist das jüngste von neun Geschwistern. Sein Vater war Lehrer an einer katholischen Schule in Minnesota.